# Немцы в Польше

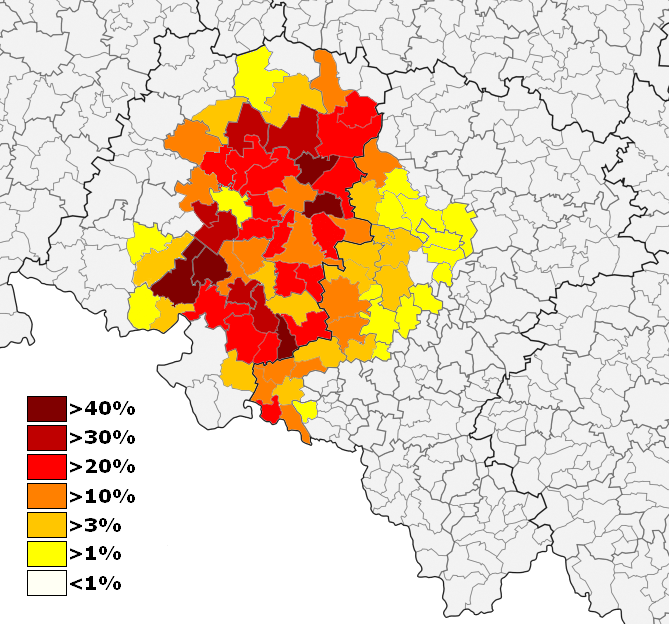
Немцы в Верхней Силезии. Концентрация в Опольском воеводстве (запад) и Силезском воеводстве (восток).

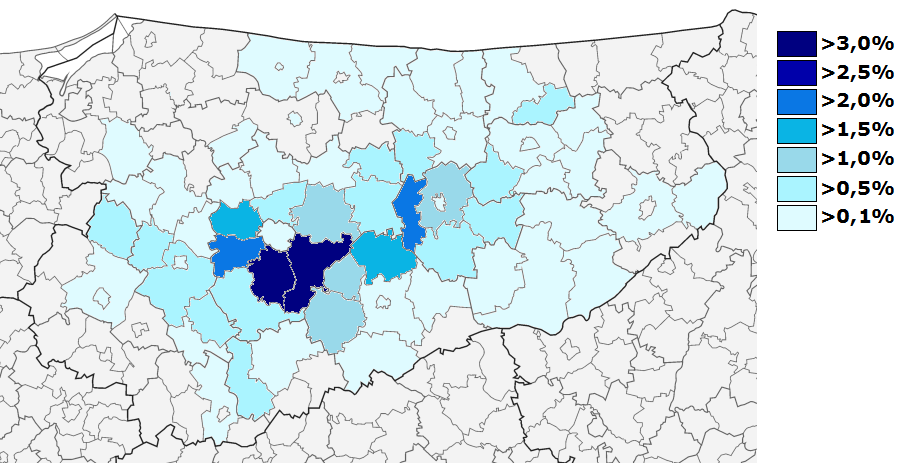
Концентрация немцев в области Мазурия.

Немцы в Польше (пол. Niemcy w Polsce, нем. Deutsche in Polen) — крупнейшее неславянское меньшинство республики Польша. По данным переписи населения 2021 года, 144 177 жителей Польши декларировали немецкую национальность, в том числе 42 558 как первую (из них 23 495 — единственную) и 101 619 как вторую. 98 336 опрошенных считали себя одновременно поляками.
По данным послевоенной переписи 1946 года в стране по-прежнему находилось свыше 2,3 млн так называемых фольксдойче, которые составляли 41 % населения переданных Польше областей, были заметным меньшинством Польского коридора, а также составляли небольшую долю населения бывшего Царства Польского. Бо́льшая часть немцев Польши была депортирована, хотя многие предпочитали репатриироваться в Германию самостоятельно. В 1990 году в Круге немецких друзей состояло около 250 тысяч членов.
Относительно толерантно власти послевоенной Польши отнеслись только к небольшой группе силезских немцев, сохранивших католичество (большинство прочих к этому времени перешло в протестантство). Этим объясняется то, что большинство современных немцев Польши проживает в Опольском воеводстве, где по данным переписи населения Польши 2021 года, проживал 41,6 % от всех немцев Польши - 59 911 человек.

## Смотрите также
- Поляки в Германии